# Phonautographe
 (janvier 2022).
Si vous disposez d'ouvrages ou d'articles de référence ou si vous connaissez des sites web de qualité traitant du thème abordé ici, merci de compléter l'article en donnant les références utiles à sa vérifiabilité et en les liant à la section « Notes et références ».

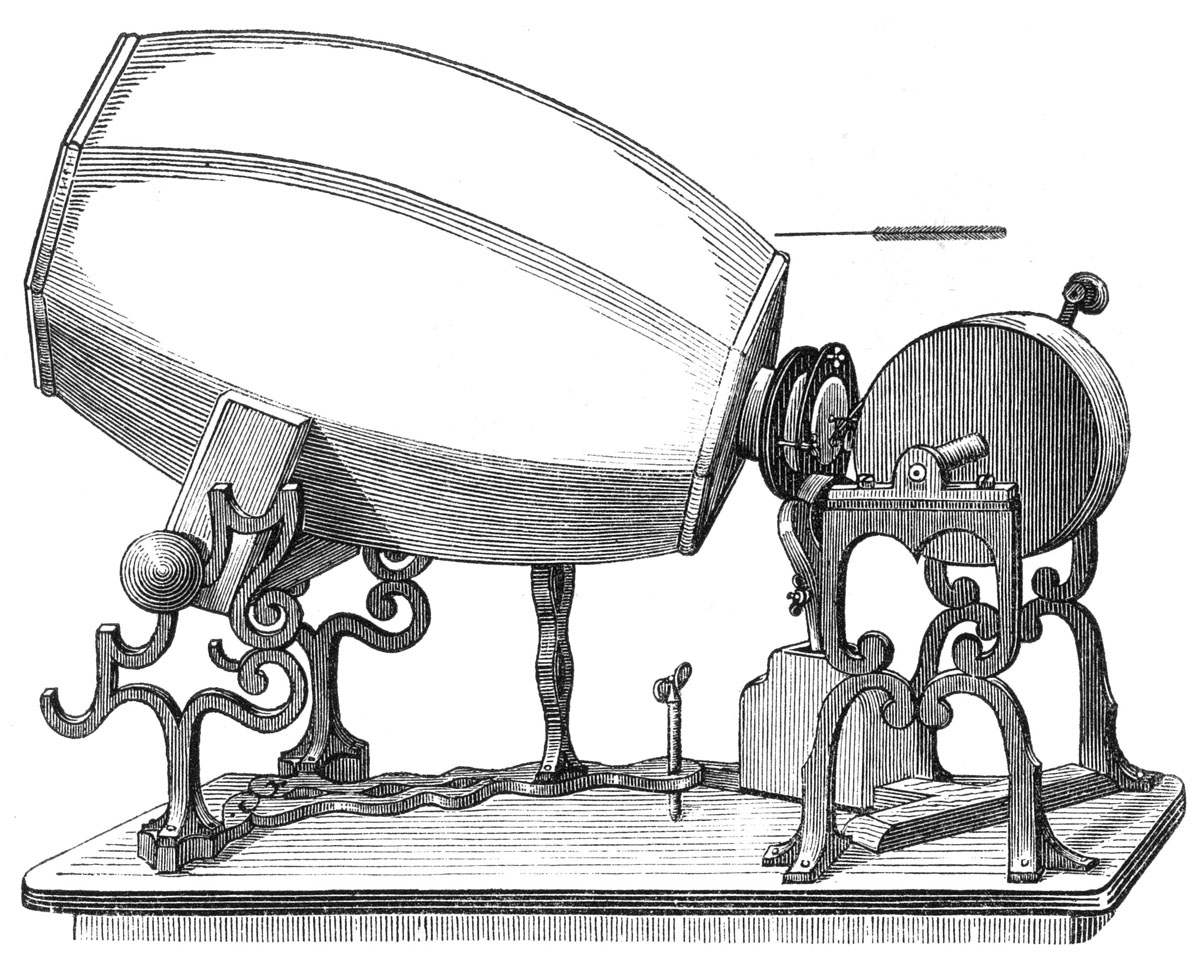
Un des premiers phonautographes (1857). Le fût est en plâtre de Paris.

Le phonautographe est le premier appareil conçu pour enregistrer le son. Auparavant, des tracés avaient été obtenus à partir des mouvements vibratoires sonores de diapasons et d'autres objets par contact physique avec eux, mais pas à partir de véritables ondes sonores lorsqu'elles se propagent dans l'air ou à travers d'autres supports. Inventé par le Français Édouard-Léon Scott de Martinville, il a été breveté le 25 mars 1857,.
Il transcrit les ondes sonores sous forme d'ondulations ou autres déviations dans une ligne tracée sur du papier ou du verre noirci à la fumée. Imaginé uniquement comme instrument de laboratoire pour l'étude de l'acoustique, il aurait pu être utilisé pour étudier et mesurer visuellement l'amplitude d'une enveloppe sonore et les formes d'onde de la parole et d'autres sons, ou pour déterminer la fréquence d'une hauteur musicale donnée par comparaison avec une fréquence de référence enregistrée simultanément.
Apparemment, personne n'a pensé avant les années 1870 que les enregistrements, appelés phonautogrammes, contenaient suffisamment d'informations sur le son pour pouvoir, en théorie, être utilisés pour le recréer. Le tracé du phonautogramme étant une ligne bidimensionnelle non substantielle, la lecture physique directe était de toute façon impossible.
Plusieurs phonautogrammes enregistrés avant 1861 ont été joués en 2008, en les numérisant optiquement et en utilisant un ordinateur pour transformer les scans en fichiers audio-numériques.

## Construction

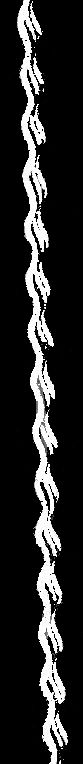
Détail d'un phonautogramme réalisé en 1859.

Édouard-Léon Scott de Martinville, imprimeur et libraire de profession, a été inspiré lorsqu'il a lu par hasard sur l'anatomie de l'oreille humaine dans le cadre de ses affaires. Son phonautographe a été construit sur le modèle du conduit auditif, du tympan et des osselets. Scott a créé plusieurs variantes de l'appareil. Les fonctions du conduit auditif et du tympan ont été simulées par une corne en forme d'entonnoir ou un petit canon à extrémité ouverte avec une membrane flexible de parchemin ou autre matériau approprié étiré sur la petite extrémité. Un brin de soie de porc ou autre stylet très léger était relié à la membrane, parfois par une liaison indirecte qui simulait grossièrement les osselets et servait de levier d'amplification. La soie traçait une ligne à travers une fine couche de noir de fumée — fin résidu de carbone déposé par la flamme d'une lampe à pétrole ou à gaz — sur une surface mobile de papier ou de verre. Le son capté par l'oreille recréée et transmis aux poils provoquait la modulation de la ligne en fonction des variations passagères de la pression atmosphérique, créant un enregistrement graphique des ondes sonores. 
Le premier brevet de Martinville décrit une surface d'enregistrement plate et un moteur d'horlogerie à poids, mais la forme la plus récente et la plus familière de son invention, commercialisée par Rudolph Koenig en 1859, est enregistrée sur une feuille de papier enduit de noir de lampe enroulé autour d'un cylindre à la manivelle. Le cylindre était emmanché sur une tige grossièrement filetée de sorte qu'il progressait le long de son axe pendant qu'il tournait, produisant un tracé hélicoïdal. La longueur de l'enregistrement qui pouvait être adaptée dépendait de la vitesse de rotation, qui devait être rapide afin de résoudre les formes d'onde individuelles de divers sons avec de bons détails. Si des dynamiques à plus long terme telles que les cadences de parole avaient été étudiées, le cylindre aurait pu être tourné beaucoup plus lentement et un enregistrement plus long aurait pu être effectué. Certains phonautographes comprenaient un diapason ou d'autres moyens d'enregistrer simultanément une fréquence de référence connue. 
Plusieurs autres inventeurs ont par la suite produit des versions modifiées du phonautographe et enregistré la ligne à modulation de son en utilisant divers instruments et dans divers formats, soit pour tenter d'améliorer l'appareil de Scott, soit pour l'adapter à des applications spécifiques. Dans au moins un cas, un retour complet aux origines conceptuelles de l'appareil a été effectué en utilisant les parties conservées d'une vraie oreille humaine.

## Relecture
À la mi-avril 1877, Charles Cros avait réalisé qu'un enregistrement phonautographe pouvait être reconverti en son en photogravant le tracé sur une surface métallique pour créer un sillon jouable, puis en utilisant un stylet et un diaphragme similaires à ceux du phonautographe pour inverser l'enregistrement, traiter et recréer le son. Avant qu'il ne puisse mettre ses idées en pratique, l'invention du phonographe de Thomas Edison, qui enregistrait les ondes sonores en les indentant dans une feuille d'aluminium à partir de laquelle elles pouvaient être lues immédiatement, relégua temporairement la méthode moins directe de Cros à l'obscurité. 
Dix ans plus tard, les premières expériences d'Emile Berliner, le créateur du disque Gramophone, ont utilisé une machine d'enregistrement qui était dans l'essence un phonautographe en forme de disque. Il traçait une ligne en spirale à modulation sonore claire à travers un mince revêtement noir sur un disque de verre. La méthode de photogravure initialement proposée par Cros a ensuite été utilisée pour produire un disque métallique avec une rainure jouable. On peut soutenir que ces expériences de Berliner vers 1887 ont été les premières reproductions connues de sons à partir d'enregistrements de phonautographes.
Cependant, pour autant que l'on sache, aucune tentative n'a jamais été faite pour utiliser cette méthode pour lire l'un des premiers phonautogrammes survivants réalisés par Scott de Martinville. Peut-être était-ce parce que les quelques images généralement disponibles dans les livres et les périodiques étaient de courtes rafales sonores peu prometteuses, des morceaux fragmentaires d'enregistrements plus longs, ou tout simplement trop grossiers et indistincts pour encourager une telle expérience. 
Près de 150 ans après leur enregistrement, des spécimens prometteurs des phonautogrammes de Scott de Martinville, conservés parmi ses papiers au bureau des brevets français et à l'Académie des sciences, ont été retrouvés par des historiens de l'audio américains. Des images de haute qualité ont été obtenues. En 2008, l'équipe a reproduit les enregistrements sous forme sonore pour la première fois. Des méthodes informatiques modernes de traitement d'image ont été utilisées pour effectuer la lecture. Les premiers résultats ont été obtenus en utilisant un système spécialisé développé pour la lecture optique d'enregistrements sur des supports plus conventionnels qui étaient trop fragiles ou endommagés pour être lus par des moyens traditionnels. Plus tard, les logiciels d'édition d'image et de conversion d'image en son généralement disponibles, ne nécessitant qu'un balayage de haute qualité du phonautogramme et un ordinateur personnel ordinaire, se sont révélés suffisants pour cette application. 
Quel que soit le matériel et les logiciels utilisés, le principe de base est relativement simple. Si une image considérablement agrandie d'un segment d'un tracé de phonautographe était projetée comme une ligne ondulée orientée horizontalement sur une feuille de papier millimétré, une description numérique de la ligne peut être créée en procédant d'une colonne de la grille à la suivante, en comptant le nombre de carrés entre la ligne et une ligne de référence horizontale droite, et faire une liste des nombres. Une telle liste est en fait un fichier audio numérique du genre le plus simple. S'il est entré dans un ordinateur au format requis et avec les informations d'en-tête de fichier requises, il peut être lu comme son. Naturellement, un ordinateur n'a pas besoin de projecteur ou de papier millimétré pour convertir un phonautogramme scanné en un fichier audio numérique lisible par des procédures comparables. 
Une complication est que les phonautogrammes de Scott de Martinville ont été enregistrés sur des machines à manivelle plutôt qu'à moteur, entraînant une rotation irrégulière du cylindre. L'oscillation irrégulière de la hauteur causée par la lecture de tels enregistrements à une vitesse constante peut rendre la parole beaucoup plus difficile à comprendre et a des effets désastreux évidents sur la reproduction de la musique. Heureusement, plusieurs phonautogrammes avaient une piste parallèle distincte, inscrite simultanément avec la piste vocale, dans laquelle une tonalité de référence constante avait été enregistrée. En travaillant avec de courts segments des pistes appariées et en ajustant les deux pour que la tonalité de référence soit maintenue à une hauteur constante, il était possible de corriger l'irrégularité et d'améliorer considérablement les résultats. 

## Sons récupérés
Un phonautogramme, créé le 9 avril 1860, s'est révélé être un enregistrement de 20 secondes de la chanson folklorique française Au clair de la lune. En raison d'une terminologie technique déroutante de 1860, il était initialement joué au double de la vitesse d'enregistrement d'origine et était censé être la voix d'une femme ou d'un enfant. À la vitesse correcte, la voix d'un homme, presque certainement de Martinville lui-même, se fait entendre chantant la chanson très lentement. On a également récupéré deux enregistrements de 1860 de Vole, petite abeille (Fly, Little Bee), une chanson animée d'un opéra comique. Auparavant, le premier enregistrement connu de musique vocale était un enregistrement phonographe à cylindre de cire Edison de 1888 d'un concert choral de Haendel. 
Un phonautogramme contenant les premières lignes du drame pastoral Aminta de Torquato Tasso a également été trouvé. Probablement enregistré en avril ou mai 1860, ce phonautogramme est le premier enregistrement connu de mots parlés intelligibles à pouvoir être relus, précédant l'enregistrement de l'horloge parlante de Frank Lambert en 1878. Les enregistrements précédents, réalisés en 1857, 1854 et 1853, contiennent également la voix de de Martinville mais sont inintelligibles en raison de leur faible qualité, de leur brièveté et de leur irrégularité de vitesse.

## Phonautographe et phonographe d'Edison
- Louis Figuier dans Les merveilles de la science a souligné la différence des deux machines : « L’appareil de Léon Scott inscrit les vibrations sonores. Le phonographe a fait un pas de plus, puisqu’il commence par inscrire les vibrations du son, et que par un complément inattendu de la première opération, il répète les sons inscrits sur une surface plane, métallique ou autre, ce que ne peut faire le phonautographe [...] Pauvre Léon Scott ! que de travaux, de peines, de dépenses, difficilement réalisées, t’a inspiré cette découverte, qui fut la préoccupation et la passion de ta vie ! En vain tu essayas de convaincre les corps savants de l’importance et de la réalité du phénomène de la parole s’inscrivant elle-même. En ce siècle d’inventeurs presque toujours bien accueillis partout, tu ne trouvas, toi, que froideur, découragement et dédain. Tu fus empêché par la mauvaise fortune, de poursuivre tes recherches, et tu ne recueillis point le juste fruit de tes longs efforts. Tu n’as pu voir tes droits de créateur et d’inventeur reconnus et proclamés comme ils le sont aujourd’hui. » [10]